# تشيوفرينجين
تشيوفرينجين هي بلدية تقع في إقليم أرجيش في رومانيا.

## السكان
حسب إحصائيات 2002 بلغ عدد سكان القرية 2,662 نسمة.